# Euphranta macularis
Euphranta macularis
 es una especie de insecto del género Euphranta de la familia Tephritidae del orden Diptera. 
Christian Rudolph Wilhelm Wiedemann la describió científicamente por primera vez en el año 1830.